# 呂德·福爾默
吕迪·威廉·“吕德”·福尔默（荷蘭語：Rudy Willem (Ruud) Vormer；1988年5月11日—），荷蘭足球運動員，司職中場，現時被比甲球會布魯日外借至華雷根。荷蘭國家足球隊成員。

## 俱樂部生涯
福爾默出生在荷蘭，出道於荷甲球隊阿爾克馬爾，隨後加入飛燕諾。2014年加入布魯日，曾帶領球隊兩次獲得比甲冠軍，2017年獲得比利時金靴獎。

## 國家隊生涯
福爾默在2018年首次入選荷蘭國家足球隊，他在5月31日與斯洛伐克的友誼賽中上演國家隊首秀。

## 外部連結
- 路德·沃尔默在《国际足球（英语：Voetbal International）》中的档案（荷兰文） – 的存檔，存档日期2016-02-03.